# Relaciones Luxemburgo-México
Las naciones de Luxemburgo y México establecieron relaciones diplomáticas en 1947. Ambas naciones son miembros de las Naciones Unidas y la Organización para la Cooperación y el Desarrollo Económicos.

## Historia
Las relaciones diplomáticas entre Luxemburgo y México se establecieron en 1947. En 1980, el Primer ministro luxemburgués Pierre Werner realizó una visita oficial a México y se reunió con el presidente José López Portillo. Durante su visita a México, ambas naciones discutieron y destacaron la cooperación energética, especialmente en la industria del hierro y el acero, y la participación de Luxemburgo en el Proyecto de Acero Las Truchas en el estado mexicano de Michoacán. En marzo de 1991, el ministro de Relaciones Exteriores Jacques Poos realizó una visita a México. En abril de ese mismo año, el secretario de Relaciones Exteriores de México, Fernando Solana, realizó una visita oficial a Luxemburgo, convirtiéndose en el primer representante de alto nivel del gobierno mexicano en visitar Luxemburgo.
En marzo de 1996, Gran duque Juan de Luxemburgo realizó una visita oficial a México. Durante su estancia en México, el Gran Duque Juan se reunió con el presidente Ernesto Zedillo. En diciembre de 1997, México y la Unión Europea firmaron un Acuerdo de Cooperación, Asociación Económica y Coordinación Política. Durante las negociaciones, Luxemburgo, como estado miembro de la UE, desempeñó un papel neutral y no puso obstáculos. Sin embargo, la ratificación del acuerdo fue interrumpida por el gobierno luxemburgués durante 1998 y la mayor parte de 1999 debido a una disputa fiscal. La situación se resolvió con la firma de un Acuerdo para evitar la doble tributación en enero de 2000 por ambas naciones.
En abril de 2019, el Primer ministro luxemburgués Xavier Bettel realizó una visita oficial a México, donde se reunió con el presidente Andrés Manuel López Obrador. Durante la visita, ambos líderes acordaron profundizar los intercambios de comercio e inversión entre ambas naciones. También acordaron la importancia de la modernización del Acuerdo Global entre México y la Unión Europea. El primer ministro Bettel también se dirigió al Senado de México y pidió a los legisladores que promuevan la diversidad sexual y los derechos de las mujeres en México.
En febrero de 2023, la subsecretaria de Relaciones Exteriores de México, Carmen Moreno Toscano, realizó una visita a Luxemburgo y se reunió con su homólogo Jean Olinger. Ambos discutieron oportunidades para fortalecer la relación bilateral entre ambas naciones mediante el establecimiento de un mecanismo de consultas políticas.

## Visitas de alto nivel
Visitas de alto nivel de Luxemburgo a México
- Primer ministro Pierre Werner (1980)
- Ministro de Comercio Exterior Pierre Urbain (1990)
- Ministro de Asuntos Exteriores Jacques Poos (1991)
- Gran duque Juan de Luxemburgo (1996)
- Ministro de Asuntos Exteriores Lydie Polfer (2002)
- Ministro de Finanzas Luc Frieden (2012)
- Primer ministro Xavier Bettel (2019)

Visitas de alto nivel de México a Luxemburgo
- Secretario de Relaciones Exteriores Fernando Solana (1991)
- Subsecretaria de Relaciones Exteriores Carmen Moreno Toscano (2023)

## Acuerdos Bilaterales
Ambas naciones han firmado algunos acuerdos bilaterales, como el Acuerdo para Eliminar los Requisitos de Visa para los Titulares de Pasaportes Ordinarios (1975); el Acuerdo sobre Cooperación Económica (1984); el Acuerdo sobre Transporte Aéreo (1996); el Acuerdo para la Promoción y Protección Recíproca de las Inversiones (1998); el Acuerdo para Evitar la Doble Tributación y Prevenir la Evasión Fiscal en Materia de Impuestos sobre la Renta y el Patrimonio y Protocolo (2001); el Acuerdo de Cooperación Cultural, Educativa, Juvenil y Deportiva (2006); y el Acuerdo para el Establecimiento de un Mecanismo de Consultas Políticas sobre Asuntos de Interés Mutuo (2023).

## Comercio
En 1997, México firmó un Acuerdo de Libre Comercio con la Unión Europea (que incluye a Luxemburgo). En 2023, el comercio entre Luxemburgo y México ascendió a $220 millones de dólares. Las principales exportaciones de Luxemburgo a México incluyen: secciones de hierro o acero sin alear, productos electrónicos y maquinaria, remolques y vehículos semirremolque, plástico, prendas de vestir, y productos de base química. Las principales exportaciones de México a Luxemburgo incluyen: instrumentos y aparatos de regulación o control, minerales, productos de base química, placas, azulejos y cerámicas, teléfonos y teléfonos móviles, productos electrónicos, lingotes de estaño, caucho, y partes y accesorios para vehículos automotores.
En 2022, hubo 98 empresas luxemburguesas que operaban en México con inversiones ascendiendo a $340 millones de dólares. La siderúrgica luxemburguesa ArcelorMittal opera en México, y también Cargolux opera vuelos de carga programados entre ambas naciones. Compañías multinacionales mexicanas como Alsea y Cemex operan en Luxemburgo.

## Misiones diplomáticas
- Luxemburgo está acreditado ante México a través de su embajada con sede en Washington D. C., Estados Unidos y mantiene consulados honorarios en la Ciudad de México y en Mérida.[9]
- México está acreditado ante Luxemburgo a través de su embajada en Bruselas, Bélgica y tiene un consulado honorario en la Ciudad de Luxemburgo.[10]